# キャンドルを消さないで
「キャンドルを消さないで」（キャンドルをけさないで）は、大沢誉志幸の28枚目のシングル。1996年（平成8年）11月30日にワーナーミュージック・ジャパンより8cmCDでリリースされた。かの香織とデュエットしたクリスマス・ソングである。同曲は、かの香織も別レーベルからシングル・リリースしている。また、大沢だけのボーカルで、詞の違う別バージョンの楽曲「君のいない街で」は、翌1997年発売のアルバム『Loveduce』に収録された。

## 収録曲
1. キャンドルを消さないで　（5分08秒）
  - 作詞：横山武／作曲：大沢誉志幸／編曲：羽毛田丈史

歌：大沢誉志幸、かの香織
アルバム『I.D Y BEST COLLECTION』に収録。
2. たったひとりの君を　（5分40秒）  　
  - 作詞：横山武／作曲：大沢誉志幸／編曲：大沢誉志幸、青木庸和

歌：大沢誉志幸

## 歌詞替えバージョン
曲は「キャンドルは消さないで」と同じで、歌詞と編曲が違う楽曲である。シングルカットはされていない。
- 君のいない街で　（5分04秒）
作詞：横山武／作曲：大沢誉志幸／編曲：羽毛田丈史
大沢誉志幸のアルバム『Loveduce』に収録。

## かの香織のシングル版
同年同日に大沢誉志幸版とは別のレーベルから同時リリース。ジャケットの絵は大沢版とは異なり、かの香織版は、男性用の青い上着が黒いドレスになり、背景もそれに準じて変わっている。C/W（B面）も、かの香織の楽曲となっている。

### 収録曲
1. キャンドルを消さないで　（5分08秒）
  - 作詞：横山武／作曲：大沢誉志幸／編曲：羽毛田丈史

歌：大沢誉志幸、かの香織
2. ファミリア

## 参考資料
- 『キャンドルを消さないで』（シングル）大沢誉志幸、ワーナーミュージック・ジャパン、1996年11月。WPDV-7101。
- 『キャンドルを消さないで』（シングル）かの香織、Sony Records、1996年11月。SRDL-4309。
- 『Loveduce』大沢誉志幸、ワーナーミュージック・ジャパン、1997年3月。WPCV-7401。
- 『TraXX －Yoshiyuki Ohsawa Single Collection』大沢誉志幸、ソニー・ミュージックダイレクト、2010年4月。MHCL-1744/5。